# François Bouthillier de Chavigny
Pour l’article homonyme, voir Bouthillier.
François Bouthillier de Chavigny (né à Paris le 10 septembre 1642 et mort à Paris le 15 novembre 1731) est un ecclésiastique français, évêque désigné de Rennes en 1676 puis évêque de Troyes de 1678 à 1697.

## Biographie
François Bouthillier de Chavigny, nait à Paris, il est le 5e des fils de Léon Bouthillier, comte de Chavigny et de son épouse Anne Phélypeaux de Villesavin (morte en 1694). Destiné à l'Église, il est docteur en théologie de la Sorbonne en juin 1666 ; il est ordonné prêtre et devient aumônier du roi. 
En février 1676 il est désigné et confirmé comme évêque de Rennes ; toutefois il refuse ce siège, trop éloigné de Paris. Deux ans plus tard, Il est nommé évêque de Troyes, confirmé le 6 février 1679 et consacré par Jean de Montpezat de Carbon, archevêque de Sens. En 1694 il est pourvu en commende des abbayes Sellières et d'Oigny. D'un caractère nonchalant, « ami du recueillement et de la solitude », il décide de mettre fin à son épiscopat après 18 années de fonction et il résigne en avril 1697 son siège épiscopal et sa commende familiale de l'abbaye d'Oigny en faveur de son neveu et coadjuteur Denis-François Bouthillier de Chavigny. Il conserve le bénéfice de l'abbaye de Sellières, qui lui assure un revenu confortable. 
Après la mort du roi Louis XIV il est appelé au Conseil de Régence par Philippe d'Orléans en septembre 1715. Il meurt le 15 septembre 1731, âgé de 90 ans et après avoir survécu un an à son neveu et successeur comme évêque de Troyes.